# Piscicida
Designa-se ou qualifica-se como piscicida uma substância química que é venenosa para peixes. O uso principal de piscicidas é a eliminação de espécies de peixes dominantes em corpos de água, como primeiro passo da sua substituição por outra espécie. São também usados para combater espécies de peixes parasitas ou invasoras.
Exemplos de piscicidas são o rotenona, saponinas, TFN (3-trifluoromethyl-4-nitrophenol), niclosamida, Bayluscide (nome registado do sal etanolamina de niclosamida), e Fintrol (antimicina A).
Há técnicas de pesca que usam piscicidas à base de plantas, sobretudo usadas por povos indígenas, e muitos desses piscicidas são fontes de rotenona e saponinas. Os géneros Tephrosia, Wikstroemia e Barringtonia são exemplos.